# Schloss Thienhausen

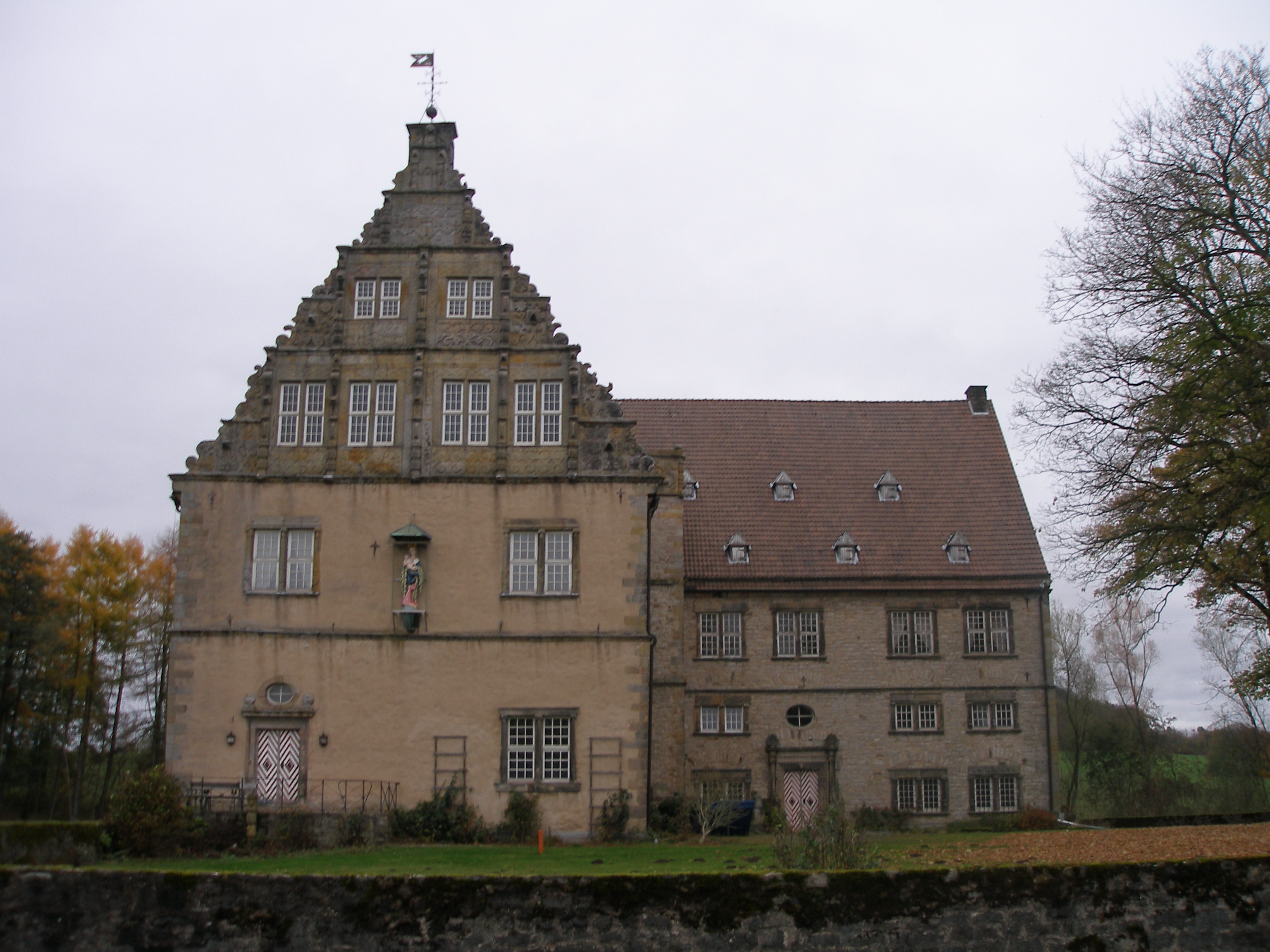
Schloss Thienhausen

Das Schloss Thienhausen, auch Haus Thienhausen genannt, ist ein zweiflügliges Wasserschloss im Stil der Weserrenaissance im Steinheimer Ortsteil Rolfzen, Nordrhein-Westfalen. Es liegt im Tal des Holmbachs.

## Geschichte

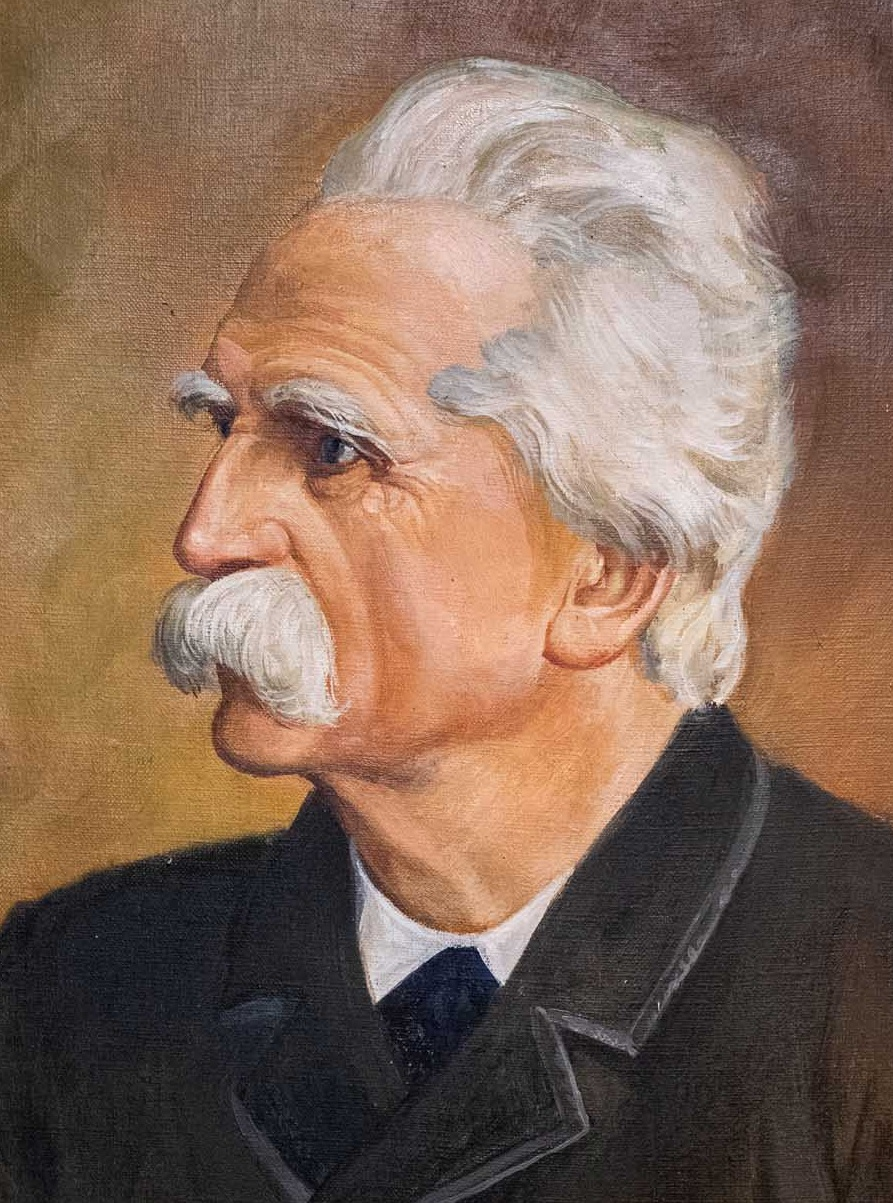
Der Schriftsteller Friedrich Wilhelm Weber lebte 20 Jahre auf Schloss Thienhausen

Das Schloss wurde 1609 durch Tönnies Wolf von Haxthausen unter Einbeziehung einer älteren Anlage errichtet. 1840 zog August von Haxthausen in das Schloss ein, das er gemeinsam mit seinem Bruder von einem aussterbenden dänischen Zweig der Familie gekauft hatte.
Von 1867 bis 1887 lebte dort Friedrich Wilhelm Weber mit seiner Ehefrau Anna sowie seinen beiden Kindern Elisabeth und Friedrich Wilhelm und verfasste dort das Werk Dreizehnlinden.
Nachdem ein Brand das Gebäude im Jahr 1905 stark beschädigt hatte, wurde es im Stil der Renaissance erneuert und erhielt damit sein heutiges Aussehen. Das Schloss befand sich bis 2016 im Besitz der Freiherren von Haxthausen. Nachdem eine erste Versteigerung am 12. Dezember 2016 wegen Nichtzahlung des Kaufpreises scheiterte, wurde Thienhausen mit den Forst- und Ackerflächen von etwa 140 Hektar im März 2017 versteigert, nachdem schon zuvor das Inventar unter den Hammer gekommen war. Es wurde von der Familie von Kanne-Kuper vom Rittergut Breitenhaupt (Steinheim) übernommen und von 2017 bis 2019 renoviert. Das Schloss kann für Veranstaltungen gemietet werden.

## Beschreibung

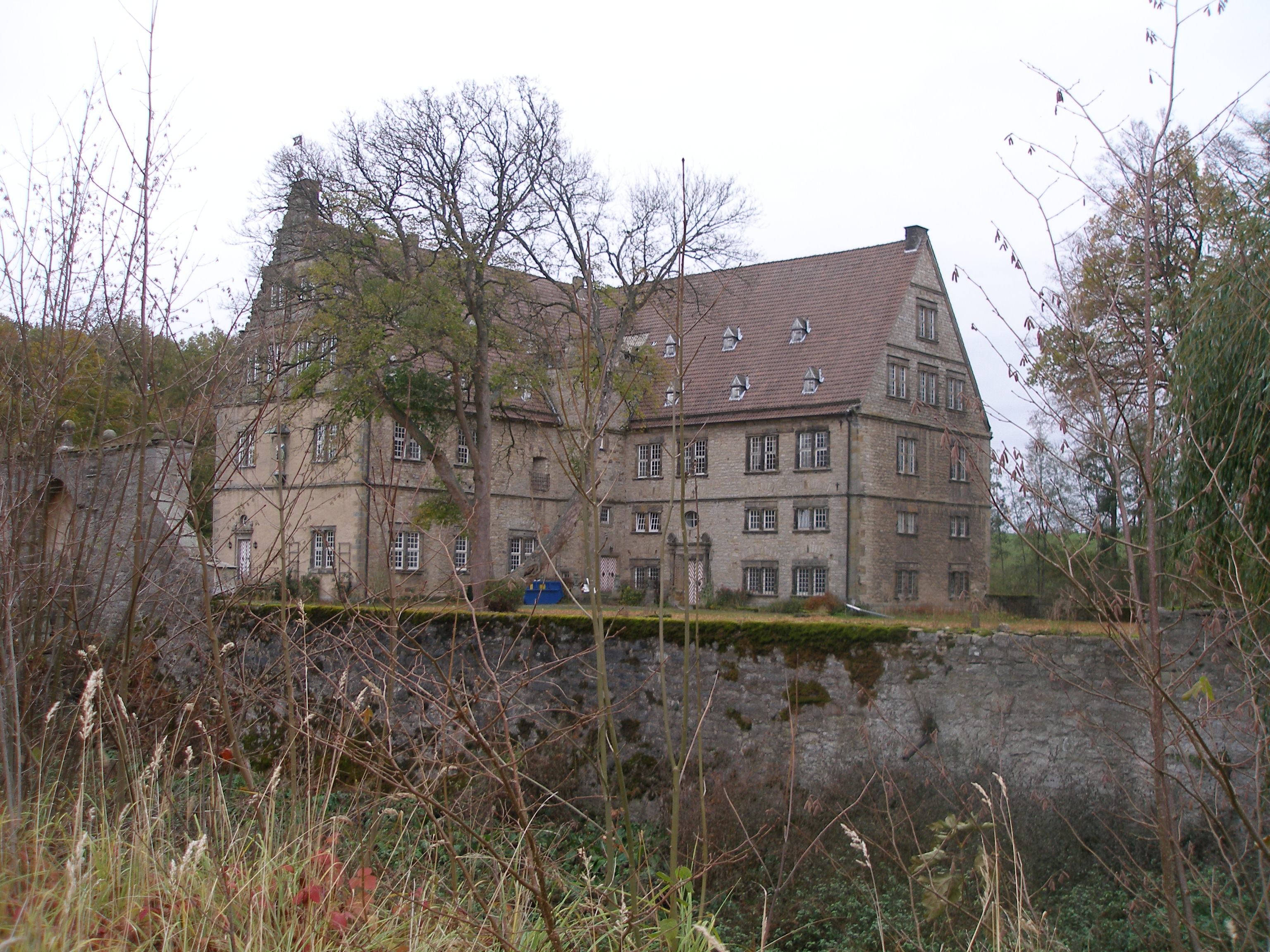

Das Schloss wurde im Stil der Weserrenaissance errichtet und hat zwei Geschosse. Die Bausubstanz einer Vorgängeranlage findet sich im älteren Nordflügel. Im Binnenwinkel der zweiflügeligen Anlage steht ein quadratischer Treppenturm mit ehemals vier, heute jedoch nur noch drei Geschossen. Die Außenecke wird von einem Rundturm mit Kegeldach markiert. Der Südflügel besitzt einen aufwändig gestalteten Staffelgiebel, unter dem an der Außenmauer auf Höhe der zweiten Etage die Statue einer Madonna mit Kind zu sehen ist. Ein gleichartig gestalteter Giebel am Nordflügel wurde im 19. Jahrhundert abgetragen. Am 23. Juni 2018 wurde das Schloss nach Sanierungsarbeiten als Veranstaltungsort wiedereröffnet. Im Schloss befindet sich eine Außenstelle des Standesamtes Steinheim.